# Zamek Marquardt
Zamek Marquardt (niem. Schloss Marquardt) – zamek w Marquardt (dziś dzielnica Poczdamu).

Dobra wspomniano po raz pierwszy w 1313 roku. W 1704 zamek odziedziczył pruski minister Marquard Ludwig von Printzen. W latach 1795–1803 posiadał go ulubieniec Fryderyka Wilhelma II Johann Rudolf von Bischoffwerder. Po 1945 używany jako szkoła, później własność Uniwersytetu Humboldta w Berlinie. Od 1993 znów w rękach prywatnych. 

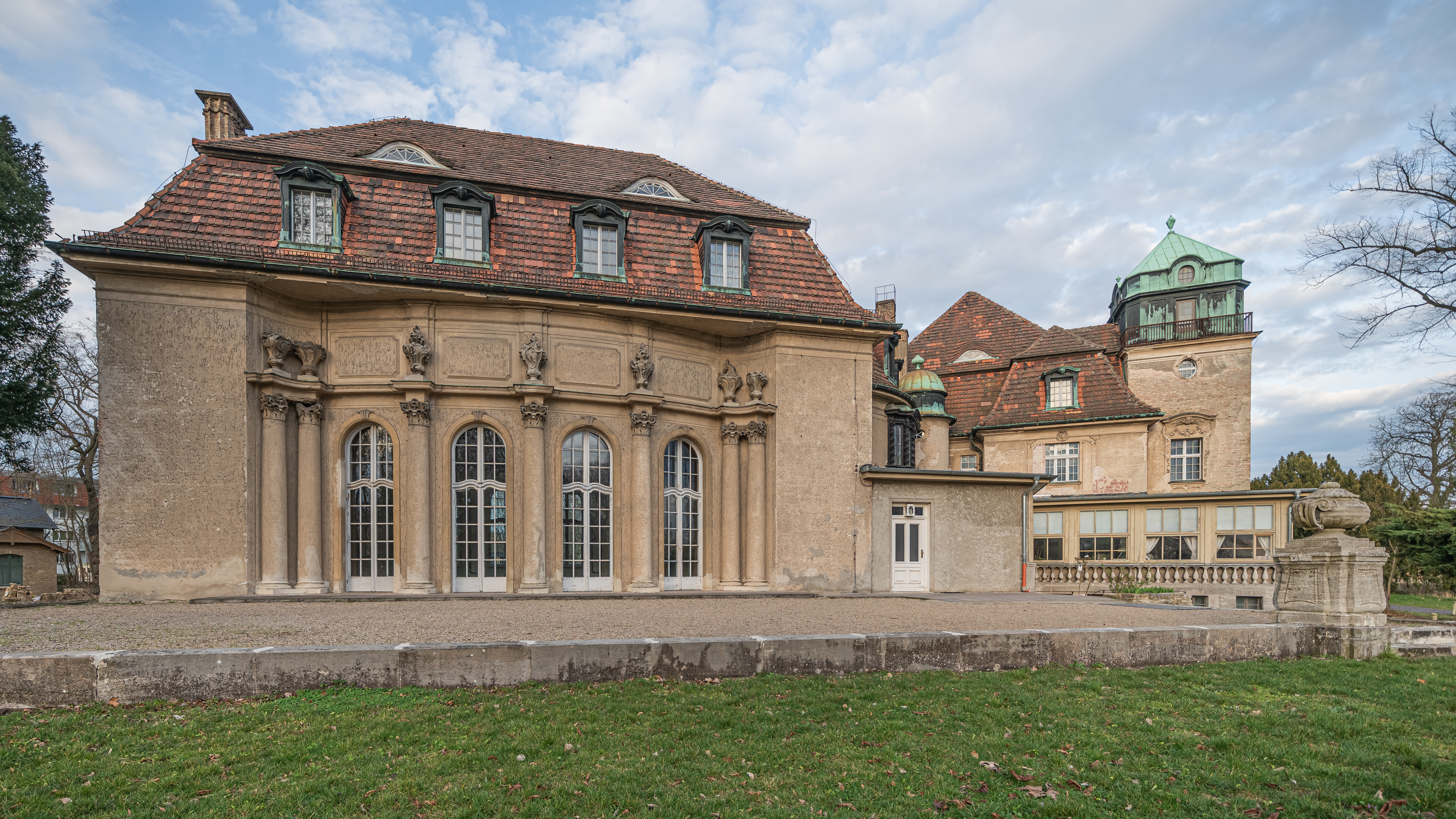
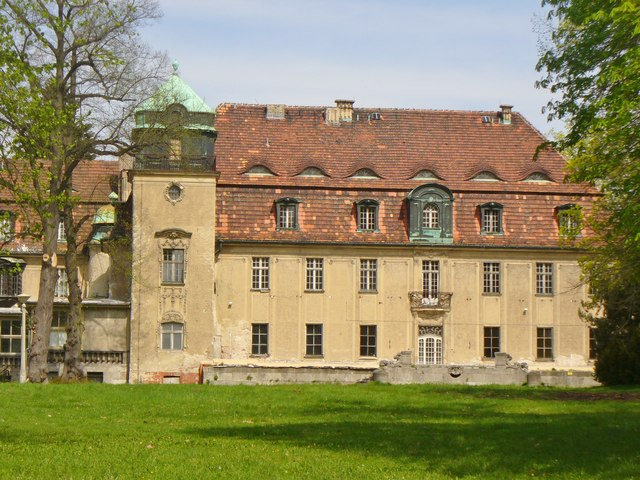
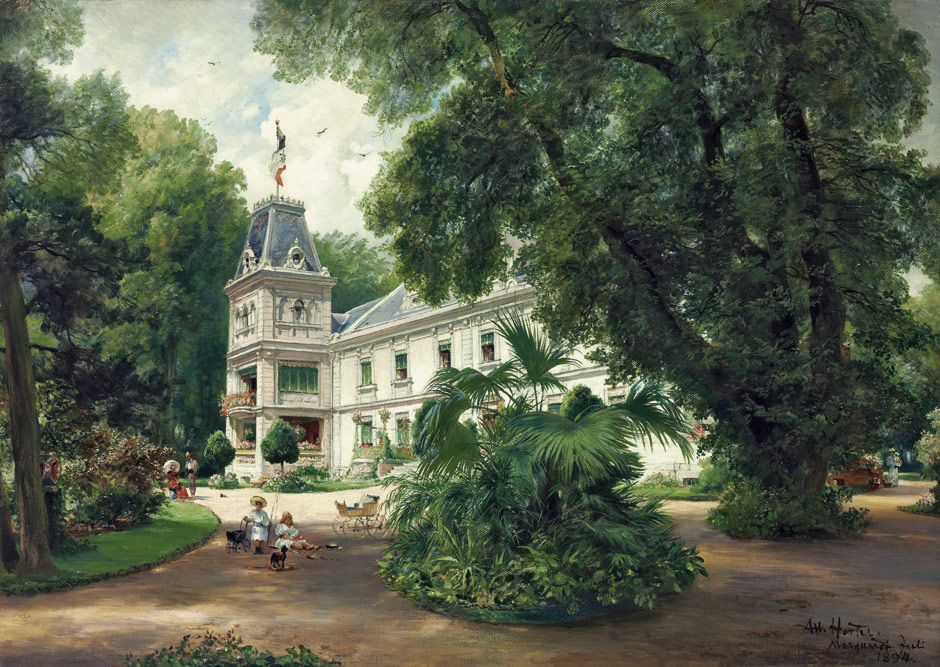

## Literatura
1. Angelika Fischer/Bernd Erhard Fischer: Marquardt: Ein Schloß im Norden von Potsdam. Eine Spurensuche; (Spurensuche); arani-Verlag: Berlin 1992; ISBN 3-7605-8635-X.
2. Wolfgang Grittner: Marquardt; (Schlösser und Gärten der Mark); ed. Freundeskreis Schlösser und Gärten der Mark in der Deutschen Gesellschaft e.V.; Deutsche Gesellschaft e.V.: Berlin 2006.